# Silk Way West Airlines
Silk Way West Airlines è una compagnia aerea cargo azera con sede a Baku e base operativa presso l'aeroporto di Baku-Heydər Əliyev. Opera servizi cargo collegando Europa, Asia e Stati Uniti d'America. È una sussidiaria di Silk Way Airlines.

## Destinazioni
Silk Way West Airlines opera voli cargo verso 19 destinazioni in Europa, Asia e Nord America e undici nuove rotte introdotte nel 2017, tra cui Giappone, Malaysia, Kuwait, Kiev, Singapore, Bangladesh, Arabia Saudita e Hong Kong. Nell'ottobre 2018, la compagnia ha annunciato che avrebbe lanciato un servizio di trasporto merci bisettimanale dal suo hub globale a Baku, in Azerbaigian, verso Tianjin, in Cina.

## Flotta

### Flotta attuale
A gennaio 2024 la flotta di Silk Way West Airlines è così composta:

### Flotta storica
Silk Way West Airlines operava in precedenza con i seguenti aeromobili:
- 2 Boeing 767-300ER